# Liao Zhongkai

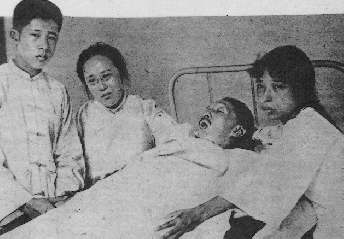
La mort de Liao. De gauche à droite : Liao Chengzhi, He Xiangning, Liao Zhongkai et Liao Mengxing.

Liao Zhongkai (廖仲恺, 23 avril 1877 - 20 août 1925) est un chef politique du Kuomintang et financier chinois qui fut l'un des principaux architectes du premier front uni avec le Parti communiste chinois dans les années 1920.

## Biographie
Liao est né en 1877 à San Francisco et étudie dans son enfance aux États-Unis. Il est l'un des 24 enfants de Liao Zhubin, qui a cinq femmes, un employé de la banque de Hong Kong et Shanghai (HSBC).
De retour à Hong Kong en 1893 à l'âge de seize ans, il étudie au Queen's College à partir de 1896. Il épouse une femme nommée He Xiangning en 1897. Il est par la suite envoyé au Japon en janvier 1903 pour étudier les sciences politiques à l'université Waseda. En 1907, il entre à l'université impériale de Tokyo pour étudier les sciences politiques et économiques.
Liao rejoint le Tongmenghui en 1905 au moment de sa fondation et devient le directeur du bureau financier du Guangdong après la création de la République de Chine.
Durant les premières luttes du parti, Liao Zhongkai est arrêté par l'homme fort du Guangdong, Chen Jiongming, en juin 1922. Après la défaite de ce-dernier, Liao devient gouverneur civil du Guangdong de mai 1923 à février 1924, puis de nouveau de juin à septembre 1924. Durant le premier front uni avec le Parti communiste chinois, il est nommé au comité exécutif du Kuomintang.
Lorsque le Kuomintang est reformé en 1924, il est nommé à la tête du département des Travailleurs, puis du département des Paysans. Il devient plus tard ministre des Finances du gouvernement du Sud, siégeant au Guangdong. Lorsque Sun Yat-sen meurt à Pékin en mars 1925, Liao est l'une des trois figures les plus importantes du comité exécutif du Kuomintang, les autres étant Wang Jingwei et Hu Hanmin.
Liao continue à se battre pour les idées de Sun après sa mort, comme le fait de maintenir de proches relations avec l'Union soviétique ainsi qu'avec le Parti communiste chinois, qui sont alors fortement opposés au Kuomintang droitiste. Liao est assassiné avant un rassemblement du comité exécutif le 20 août 1925 à Guangzhou au Guangdong lorsque cinq hommes armés le criblent de balles à sa descente de sa limousine. Hu Hanmin est suspecté d'avoir orchestré l'attentat et est arrêté. Cela ne laisse plus que Wang Jingwei et Tchang Kaï-chek comme seuls concurrents pour le contrôle du Kuomintang.
Liao et He Xiangning ont une fille, Liao Mengxing, et un fils, Liao Chengzhi. Ce-dernier a quatre fils, Liao Hui (en) étant l'aîné. Anna Chennault et sa nièce.